# Аксёнов-фест
Аксёнов-фест — ежегодный литературно-музыкальный фестиваль. Проходит в Казани с 2007 года.

## Проведение фестиваля

### 2007
В 2007 году мэр города Казани И. Р. Метшин выступил с инициативой празднования 75-летнего юбилея писателя Василия Аксёнова на его родине (писатель родился и провёл своё детство и юность в Казани).
Празднование было названо «Аксёнов-фест» и организовано как культурная программа, включающая литературные и музыкальные (джазовые) мероприятия. Помимо самого юбиляра, в них приняли участие писатель М. И. Веллер, поэт М. С. Генделев, поэтесса Б. А. Ахмадулина, саксофонист А. С. Козлов и музыкант А. В. Макаревич. Об этом событии Сергеем Мировым был снят документальный фильм «Визит пожилого джентльмена».
С участниками фестиваля встретился Президент Татарстана М. Ш. Шаймиев. Он вручил Василию Аксёнову и Белле Ахмадулиной медаль «В память тысячелетия Казани».
Первоначально фестиваль не был задуман как ежегодный. Однако, по словам мэра Казани:

…настолько фестиваль получился и к месту, и ко времени, и лёг на благодатную почву, что нам не захотелось расставаться. Именно тогда вместе с Василием Павловичем было принято решение собираться на «Аксёнов-фесте» ежегодно, каждую осень.

### 2008
В 2008 году В. П. Аксёнов из-за перенесённого инсульта не смог побывать на фестивале.
В «Аксёнов-фесте — 2008» приняли участие не только известные мастера литературы и джаза, но и совсем молодые исполнители. Впервые на нём состоялось вручение премии «Звёздный билет». Обладателями премии стали казанские авторы: Анна Русс — в номинации «Молодому поэту, входящему в большую литературу», и Денис Осокин (псевдоним Аист Сергеев) — в номинации «Молодому прозаику, входящему в большую литературу». Каждый из них получил денежные премии в размере ста тысяч рублей и памятный знак: «медную статуэтку в виде железнодорожного билета, через дырки от компостера в котором видно звёздное небо».

### 2009
В 2009 году ушли из жизни Василий Аксёнов и директор «Аксёнов-феста — 2008» Михаил Генделев, поэтому «Аксёнов-фест — 2009» носил памятный характер.
На этом фестивале впервые состоялись мастер-классы литераторов, которые провели И. М. Иртеньев, Д. Л. Быков, А. А. Кабаков и Е. А. Попов. А. В. Макаревич презентовал на суд публики свой сольный джазовый проект.
Центральным событием фестиваля стало открытие Дома-музея Василия Аксёнова (по адресу: улица Карла Маркса, 55 / улица Муштари, 31), где провёл детские годы будущий писатель. На торжественную церемонию открытия музея в восстановленном доме, помимо российских писателей (Михаил Веллер, Дмитрий Быков, Александр Кабаков, Игорь Иртеньев, Евгений Попов), прибыли сын Василия Аксёнова Алексей, а также представители университетов США, где преподавал Василий Аксёнов. Музыкальную часть праздничной церемонии представил Андрей Макаревич, исполнивший песни эпохи шестидесятников, и джазовый музыкант В. М. Пономарёв.
Фестиваль завершился большим литературно-музыкальным гала-концертом в ТАГТОиБ им. М. Джалиля, где также выступили завкафедрой славистики университета Джорджа Мейсона Джулия Кристиансен, поделившаяся своими впечатлениями о писателе из России, который в течение 17 лет преподавал в США, и актёр Александр Лыков, зачитавший фрагменты романа «Остров Крым».
Памятный знак премии «Звёздный билет» был вручён семье Василия Аксёнова.

### 2010
«Аксёнов-фест — 2010» прошёл с 4 по 7 ноября 2010 года.
На этот раз был изменён формат фестиваля: вместо больших шоу и вручения премии «Звёздный билет», основное внимание было уделено дому-музею Василия Аксёнова, в котором был открыт ресторан «Перекрёсток джаза», рассчитанный на 90–95 мест; а также работе с молодыми казанскими авторами, для которых литераторы (Евгений Попов, Светлана Васильева, Александр Кабаков, Михаил Веллер) провели мастер-классы.
Различные мероприятия IV «Аксенов-феста» помимо дома-музея Василия Аксёнова прошли также на нескольких площадках города: в доме-музее Е. А. Боратынского, в Государственном музее изобразительных искусств Татарстана и в ГБКЗ им. С. Сайдашева.
На фестивале также побывали: литературный секретарь Анны Ахматовой, московский писатель А. Г. Найман, уроженец Казани, президент Санкт-Петербургского отделения Русского ПЕН-клуба В. Г. Попов, и кинорежиссёр В. Ю. Абдрашитов.
На фестивале в доме-музее Василия Аксёнова был представлен джаз-спектакль по рассказу Аксёнова — «Литературно-музыкальный перформанс „Простак в мире джаза“».
Кроме того, на «Аксёнов-фесте — 2010» был презентован неоконченный роман Василия Аксёнова «Lend-leasing. Дети ленд-лиза», в котором писатель рассказал о годах жизни в Казани.

### 2011
«Аксёнов-фест — 2011» прошёл 24 и 25 ноября 2011 года. 21 ноября при участии Е. В. Гришковца было проведено «предоткрытие» фестиваля.
Литературная часть фестиваля включала творческие встречи и мастер-классы известных литераторов: Е. А. Попова, Ю. Н. Арабова, В. А. Шендеровича, Виктора Есипова (автора книг и статей, посвящённых русской литературе, литературного секретаря Василия Аксёнова), Светланы Васильевой (поэта, прозаика), Ирины Барметовой (критика, главного редактора журнала «Октябрь») и других.
Помимо вечера татарской поэзии, был также проведён вечер «Промельк Беллы», посвящённый памяти Б. А. Ахмадулиной, скончавшейся в 2010 году. На вечере были прочитаны её стихи, прозвучали классические произведения Моцарта, Грига, Шумана, Таривердиева в исполнении пианиста А. А. Гориболя, а также проведена выставка акварелей, посвящённых поэтессе. Кроме того, были презентованы: фрагменты книги воспоминаний Б. А. Мессерера о жене «Промельк Беллы», новый номер литературно-художественного журнала «Октябрь», в котором напечатана переписка Василия Аксёнова с Беллой Ахмадулиной, книга А. А. Кабакова и Е. А. Попова «Беседы об Аксёнове».
Музыкальная составляющая фестиваля («Аксёнов Jazz Fest») прошла на сцене Государственного Большого концертного зала им. С. Сайдашева, где 24 ноября состоялась музыкальная программа «Джазовые трансформации» (Андрей Макаревич, трио Евгения Борца, Ирины Родилес и «Brill Brothers»).
На фестивале был затронут вопрос, связанный с дальнейшим вручением премий для молодых литераторов «Звёздный билет». По словам главного редактора журнала «Октябрь» Ирины Барметовой:

Всё очень не известно. Желание учредителя есть, мэра тоже есть, желающие участвовать есть, как есть и тому, кому можно вручить премию. Но нет средств, которые необходимо потратить не только на саму премию, но и на работу экспертов.
Однако Андрей Макаревич сообщил, что в следующем «Аксёнов-фесте» возможно вручение премии «Звёздный билет» не только в литературной, но и в музыкальной части.

### 2012
Фестиваль впервые прошёл летом: 20 и 21 августа 2012 года, и был приурочен к 80-летию со дня рождения В. П. Аксёнова.
В Доме-музее Аксёнова помимо некоторых постоянных участников фестиваля выступили также Вениамин Смехов, Юрий Кублановский и Александр Архангельский.
В литературной части фестиваля были представлены неизвестные произведения как самого Василия Аксёнова, так и его матери Евгении Гинзбург.
Завершился «Аксёнов-фест — 2012» концертом в саду усадьбы Сандецкого. Весь вечер на открытой сцене исполняли джаз, читали стихи. Таким образом, фестиваль частично пересёкся с фестивалем «Jazz в усадьбе Сандецкого — 2012».

### 2017
«Аксёнов-фест — 2017» пройдет в Казани с 19 по 23 августа - он приурочен к 85-летию Василия Аксенова. Темой фестиваля выбрали «Аксёнов без цитат», то есть прямого цитирования писателя в фестивальные дни не будет. Еще до начала фестиваля наследники писателя заявили, что у них есть юридические претензии к организаторам. По их словам, имя и образ Василия Аксенова при проведении «Аксенов-феста» используются без согласия правообладателей, и организаторы допускали «многократное публичное исполнение произведений без согласия правообладателей в 2009-2017 годах»..